# Бенхабиб, Сейла
Сейла Бенхабиб (англ. Seyla Benhabib, 9 сентября 1950, Стамбул) — профессор политологии и философии в Йельском университете, а также директор программы по этике, политике и экономике. Объединяет в своих исследованиях феминистическую и критическую социальную теорию. Ранее преподавала на кафедрах философии в Бостонском университете, университете штата Нью-Йорк в Стоуни-Брук, в Новой Школе Социологических исследований и на кафедре управления в Гарвардском университете. Член Американского философского общества (2024).

## Биография
Родилась в сефардской еврейской семье в Стамбуле, где получила образование в Американском колледже для девушек, а затем продолжила учёбу в США, на философском факультете университета Брандейса (Уолтем, штат Массачусетс). В 27 лет, получив диплом доктора философии в Йельском университете, Бенхабиб вернулась в Европу и более пятнадцати лет жила в Германии, где вела активную научную деятельность в русле последователей «Франкфуртской» философской школы. В 1991 году была приглашена на работу в Нью-Йорк, в новую школу социологических исследований — независимое научное учреждение, близкое к Колумбийскому Университету. В 1993 году перешла на должность профессора в Гарвардский университет, являясь одновременно старшим научным сотрудником Гарвардского Центра европейских исследований. В 2000 году Сейла Бенхабиб стала профессором политологии и философии в Йельском университете. В настоящее время ведёт курсы политической философии университетах Амстердама и Вены. Также работает в редакционном консультативном совете по Этике & Международным отношениям. Сейла Бенхабиб является активным участником феминистского движения.

## Произведения
Написала 12 книг, среди которых:
- «Критика, нормы и утопия» (Critique, Norm and Utopia, 1986),
- «Самоопределение» (Situating the Self, 1992),
- «Трансформация гражданства» (Transformation of Citizenship, 2000),
- «Притязания культуры» (The Claims of Culture, 2002),
- «Чужестранцы, граждане, резиденты» (Aliens, Citizens, and Residents, 2004).

Под редакцией Бенхабиб опубликовано шесть коллективных монографий. Её переводы на английский язык работ Ханны Арендт и Герберта Маркузе заслужили признание специалистов. В настоящее время публикуется в самых авторитетных европейских и американских философских, политологических и социологических журналах.

## Основные идеи
В центре внимания Сейлы Бенхабиб активно разрабатываемая современными западными социологами концепция мультикультурализма и вопросы о том, в какой мере его принципы противоречат либеральным основаниям западной демократии, в какой мере «притязания культур» совместимы с фундаментальными представлениями о свободе и равенстве.

## Личная жизнь
Бенхабиб замужем за известным автором и журналистом Джиме Слипере, который в настоящее время является лектором политологии в Йельском университете.